# Harpegnathos empesoi
Harpegnathos empesoi är en myrart som beskrevs av Chapman 1963. Harpegnathos empesoi ingår i släktet Harpegnathos och familjen myror. Inga underarter finns listade i Catalogue of Life.